# Ala Shishkina
Ala Shishkina –en ruso, Алла Шишкина– (21 de agosto de 1989) es una deportista rusa que compite en natación sincronizada.
Participó en tres Juegos Olímpicos de Verano entre los años 2012 y 2020, obteniendo tres medallas: oro en Londres 2012, oro en Río de Janeiro 2016 y oro en Tokio 2020. Ganó catorce medallas de oro en el Campeonato Mundial de Natación entre los años 2009 y 2019, y seis medallas de oro en el Campeonato Europeo de Natación entre los años 2010 y 2021.

## Palmarés internacional
| Juegos Olímpicos   | Juegos Olímpicos        | Juegos Olímpicos | Juegos Olímpicos  |
| Año                | Lugar                   | Medalla          | Prueba            |
| ------------------ | ----------------------- | ---------------- | ----------------- |
| 2012               | Londres (Reino Unido)   | Medalla de oro   | Equipo            |
| 2016               | Río de Janeiro (Brasil) | Medalla de oro   | Equipo            |
| 2020               | Tokio (Japón)           | Medalla de oro   | Equipo            |
| Campeonato Mundial |                         |                  |                   |
| Año                | Lugar                   | Medalla          | Prueba            |
| 2009               | Roma (Italia)           | Medalla de oro   | Equipo técnico    |
| 2009               | Roma (Italia)           | Medalla de oro   | Equipo libre      |
| 2011               | Shanghái (China)        | Medalla de oro   | Equipo técnico    |
| 2011               | Shanghái (China)        | Medalla de oro   | Equipo libre      |
| 2011               | Shanghái (China)        | Medalla de oro   | Combinación libre |
| 2013               | Barcelona (España)      | Medalla de oro   | Equipo técnico    |
| 2013               | Barcelona (España)      | Medalla de oro   | Equipo libre      |
| 2013               | Barcelona (España)      | Medalla de oro   | Combinación libre |
| 2015               | Kazán (Rusia)           | Medalla de oro   | Equipo técnico    |
| 2015               | Kazán (Rusia)           | Medalla de oro   | Equipo libre      |
| 2015               | Kazán (Rusia)           | Medalla de oro   | Combinación libre |
| 2019               | Gwangju (Corea del Sur) | Medalla de oro   | Equipo técnico    |
| 2019               | Gwangju (Corea del Sur) | Medalla de oro   | Equipo libre      |
| 2019               | Gwangju (Corea del Sur) | Medalla de oro   | Combinación libre |
| Campeonato Europeo |                         |                  |                   |
| Año                | Lugar                   | Medalla          | Prueba            |
| 2010               | Budapest (Hungría)      | Medalla de oro   | Equipo            |
| 2010               | Budapest (Hungría)      | Medalla de oro   | Combinación libre |
| 2014               | Berlín (Alemania)       | Medalla de oro   | Equipo            |
| 2016               | Londres (Reino Unido)   | Medalla de oro   | Equipotécnico     |
| 2016               | Londres (Reino Unido)   | Medalla de oro   | Combinación libre |
| 2021               | Budapest (Hungría)      | Medalla de oro   | Equipo técnico    |